# Дорога сна
Дорога сна — дебютный альбом российской фолк-группы «Мельница». Это первый альбом, выпущенный после раскола группы «Тиль Уленшпигель», и в альбоме есть песни из репертуара этой группы. Иллюстрации к обложке нарисованы Алиной Галеевой.
В 2013 году издан в формате грампластинки на синем прозрачном виниле.
В 2012 году альбом был переиздан в составе бокс-сета «Знак четырёх», при этом подвергшись ремастерингу и полному пересведению звукорежиссером Иваном Евдокимовым — автором изначального звучания «Мельницы». Эта версия также содержит расширенные буклеты с текстами песен и новыми иллюстрациями. В 2017 году эта версия альбома была выпущена и в виде отдельного слипкейса.

## Список композиций
| №  | Песня        | Время | Музыка           | Текст                                 |
| -- | ------------ | ----- | ---------------- | ------------------------------------- |
| 1  | Дорога сна   | 3:13  | Хелависа         | Хелависа                              |
| 2  | Горец        | 3:24  | Хелависа         | Роберт Бёрнс в переводе С. Я. Маршака |
| 3  | Ольга        | 4:39  | Хелависа         | Николай Гумилёв                       |
| 4  | Лорд Грегори | 2:20  | Хелависа         | Роберт Бёрнс в переводе С. Я. Маршака |
| 5  | Змей         | 5:52  | Хелависа         | Николай Гумилёв                       |
| 6  | Тарантелла   | 1:56  | Наталья Филатова | нет (инструментал)                    |
| 7  | Зима         | 4:21  | Хелависа         | Хелависа                              |
| 8  | Оборотень    | 5:51  | Хелависа         | Хелависа                              |
| 9  | Рапунцель    | 2:42  | Хелависа         | Татьяна Лаврова                       |
| 10 | Воин вереска | 5:52  | Хелависа         | Хелависа                              |
| 11 | Мора         | 4:11  | Хелависа         | Алена Косачёва; народный              |
| 12 | На север     | 3:34  | Хелависа         | Хелависа                              |
|    |              | 47:57 |                  |                                       |

## В записи приняли участие
- Наталья «Хелависа» О’Шей — вокал
- Александр «Грендель» Степанов — гитара
- Алексей «Чус» Сапков — гитара
- Наталья Филатова — флейта
- Наталья Масевнина — скрипка
- Дина Нигматулина — виолончель
- Роман Прощенко — перкуссия
- Павел Давыдович — перкуссия (кроме «Тарантеллы»)
- Записано в августе-ноябре 2002 года в студии Idée Fixe, в студии театра Клоунады п/у Терезы Дуровой и в студии Концертного Центра Павла Слободкина, звукорежиссёр — Анна Кондакова
- Сведение и мастеринг — «Студия МДМ», звукорежиссёр — Иван Евдокимов
- Дизайн — Диомид Яковин
- Художник — Алина Галеева
- Администрирование — Алексей Тарасов
- Продюсер — Алексей Переверзев

## Отзывы критиков
Альбом был встречен по большей части положительными отзывами критиков, многие из которых отметили удачный синтез фолка и современной музыки и в целом уникальный стиль, до этого мало знакомый русскоязычной публике.

Основываясь на музыкальных традициях таких групп, как Clannad и других классиков фолка, а также на старинной музыке кельтов, скандинавов и славян, «Мельница» во главе со своим лидером, вокалисткой, автором песен и идейным вдохновителем группы Хелависой создает неповторимую «новую музыку древнего мира».— Рецензия на metallibrary.ru